# Jan Flinterman
Jan Flinterman, nizozemski dirkač Formule 1, * 10. april, 1919, Den Haag, Nizozemska, † 2. avgust 1992, Leiden, Nizozemska.

## Življenjepis
V svoji karieri je nastopil le na domači dirki za Veliko nagrado Nizozemske v sezoni 1952, kjer je skupaj s Chicom Landijem zasedel deveto mesto. Umrl je leta 1992.

## Popolni rezultati Formule 1
(legenda) (odebeljene dirke pomenijo najboljši štartni položaj, poševne pa najhitrejši krog, †-uvrščen kljub odstopu)
| Leto | Moštvo                 | Šasija         | Motor               | 1   | 2   | 3   | 4   | 5  | 6   | 7     | 8   | Prv | Toč |
| ---- | ---------------------- | -------------- | ------------------- | --- | --- | --- | --- | -- | --- | ----- | --- | --- | --- |
| 1952 | Escuderia Bandeirantes | Maserati A6GCM | Maserati Straight-6 | ŠVI | 500 | BEL | FRA | VB | NEM | NIZ 9 | ITA | -   | 0   |